# Manfred Hohn
Manfred Hohn (* 26. Mai 1941; † 5. Jänner 2019) war ein österreichischer Schriftsteller und Betreiber des Grubenbahnmuseums Gossen (Gemeinde Hüttenberg) in Kärnten.

## Leben
Nach der Pflichtschule und einer Lehre zum Einzelhandelskaufmann arbeitete Hohn in mehreren Berufen, bevor er 2001, nach 46 Arbeitsjahren, in die Pension wechselte. 1974 begann er mit Veröffentlichungen über seine Eisenbahnforschungen, 1980 erschien sein erstes Buch über die Waldbahnen in Österreich im Wiener Verlag Slezak. Hohn spezialisierte sich als Forscher und Autor auf Feld-, Wald- und Montanbahnen in Österreich, zu denen er zahlreiche Titel verfasste.
1982 kaufte er in Knappenberg eine Liegenschaft mit einem alten Bergarbeiterhaus und richtete dort ein 1987 eröffnetes Grubenbahnmuseum ein. Über lange Jahre war er dort auch Obmann des Montanvereins.
Hohn war seit 1965 mit Susanne Weilguny verheiratet, Vater zweier Kinder und Großvater. Er wurde am Wiener Südwestfriedhof bestattet.

## Werke (Auswahl)
- (posthum herausgegeben von Franz Straka u. a.) 5 Jahrhunderte Bahnen in Österreich. In zwei Bänden. Railway-Media-Group, Wien 2020. ISBN 978-3-902894-83-0 (Band 1) und ISBN 978-3-902894-89-2 (Band 2).
- Eisenbahnen in Österreichs Krankenanstalten; Railway-Media-Group, Wien 2017. ISBN 978-3-902894-60-1
- Feldbahnen in Österreich (2. Band); Leykam, Graz 2011. ISBN 978-3-7011-7766-0
- Eisenbahnen am Steirischen Erzberg; Leykam, Graz 2010. ISBN 978-3-7011-7724-0
- 56 Eisenbahnen beim Bau der Kraftwerksgruppe Glockner-Kaprun; Phoibos-Verl., Wien 2010. ISBN 978-3-85161-028-4
- Feldbahnen beim Bau der Wiener Hochquellenleitungen; Bohmann, Wien 2007, ISBN 978-3-90198-373-3
- Waldbahnen in Österreich 2. Verlag Karl Paskarb, Celle 2003
- Eisenbahnen am Kärntner Erzberg; Geschichtsverein für Kärnten, Klagenfurt 1995. ISBN 3-85454-081-7
- Waldbahnen in Österreich. Verlag Slezak 1. Auflage 1980 ISBN 3-900134-68-5, 2. erweiterte Auflage 1989, ISBN 3-85416-148-4 (Ergänzungsblätter zur 1. Auflage waren gesondert erhältlich), 3. unveränderte Auflage 2005, ISBN 3-85416-195-6
- Feldbahnen in Österreich. Carinthia, Klagenfurt 1987. ISBN 3-85378-267-1
- Mödling-Hinterbrühl: die erste elektrische Bahn Europas für Dauerbetrieb. Slezak, Wien 1983, ISBN 3-85416-079-8